# Theodor Richelot
Theodor Richelot (* 23. Februar 1865; † 10. Juni 1932) war ein deutscher Offizier der Preußischen Armee, zuletzt im Range eines Generalmajors.

## Leben
1885 wurde Theoror Richelot im Corps Normannia Königsberg recipiert. Um 1900 war er u. a. als Kompaniechef im I. Seebataillon. 1901 wurde er mit dem Königlichen Kronen-Orden vierter Klasse mit Schwertern ausgezeichnet. Im Bundesarchiv erhalten sind seine Tagebücher von Reisen nach Norwegen und den Westindischen Inseln, besonders über seinen Einsatz in China 1900/01 bei den deutschen Expeditionsstreitkräften nach der Ermordung Clemens von Kettelers. Sie führte zum Ende des Boxeraufstands. Er selbst war wohl direkt an Strafmaßnahmen beteiligt, welches seine Tagebucheinträge erahnen lassen, ebenso an Plünderungen. 1902 erhielt er als Hauptmann das Ritterkreuz II. Klasse mit Eichenlaub und Schwertern des Ordens vom Zähringer Löwen.
1907 wurde er als Mitglied im II. Seebataillon und Adjutant beim Kommando der Marinestation der Nordsee zum Grenadier-Regiment Nr. 1 abkommandiert. 1910 war er Hauptmann in der Garnison Königsberg in Preußen und 1912 wurde er von dort als Major aus dem Stab des Garde-Grenadier-Regiments Nr. 5 in das Füsilier-Regiment Nr. 90 als Bataillonskommandeur versetzt. 1914 war er Führer des Infanterie-Regiment „Hamburg“ (2. Hanseatisches) Nr. 76. Vom 27. Dezember 1914 bis zum 30. Mai 1915 war er Kommandeur des Infanterie-Regiments „Herzog von Holstein“ (Holsteinisches) Nr. 85 und von Anfang Oktober 1915 bis Februar 1916 als Oberstleutnant Kommandeur des Füsilier-Regiments Nr. 35. 1922 wurde er zum Generalmajor befördert. Den Ruhestand verlebte er als charakterisierter Generalmajor in Berlin (Winterfeldstr.).